# 藤原公清
藤原 公清（ふじわら の きんきよ、旧字体：藤󠄁原 公󠄁淸）は、平安時代後期から鎌倉時代前期にかけての公卿。権大納言・滋野井実国の次男。八条または風早二位と号した。官位は従二位・参議。左中将とも。

## 経歴
嘉応2年（1170年）に5歳で従五位下に叙爵。治承3年（1179年）に昇殿を聴され、治承4年（1180年）左衛門佐に任ぜられた。養和2年（1182年）従五位上に昇叙。
元暦2年（1185年）従四位下・近江権介に叙任。左近衛少将を経て、文治6年（1190年）には従四位上・駿河介に叙任された。建久4年（1193年）に左近衛少将・平光盛と共に除籍されているが詳細は不明。建久9年（1198年）3月に石清水臨時祭の舞人に奉仕し、同年11月には正四位下・近江介と順調に昇進。正治2年（1200年）東宮昇殿を聴され、正治3年（1201年）左近衛権中将に転じた。同年11月に行われた賀茂臨時祭では祭使を務めた。
建仁2年（1202年）正月加賀介を兼任し、同年3月の後鳥羽上皇の御幸の際には沓を献じている。建仁3年（1203年）に従三位に叙せられて公卿に列した。建永2年（1207年）には正三位・参議に叙任されるが、その後の昇進は停滞する。
建暦元年（1211年）に参議を辞退して従二位に叙せられる。貞応2年（1223年）12月に出家して安貞2年（1228年）に薨去。享年63。

## 官歴
※以下、『公卿補任』の記載に従う。
- 嘉応2年（1170年）正月5日：従五位下に叙す（女御琮子給）。
- 治承3年（1179年）正月-日：昇殿を聴す。
- 治承4年（1180年）正月30日：左衛門佐に任ず。
- 養和2年（1182年）3月8日：従五位上に叙す（府労）。
- 寿永2年（1183年）正月2日：服解（父）。2月11日：復任。
- 元暦2年（1185年）正月24日：近江権介を兼ぬ。6月18日：従四位下に叙す。
- 文治4年（1188年）8月―日：除籍。
- 文治5年（1189年）7月10日：左近衛少将に任ず。
- 文治6年（1190年）正月6日：従四位上に叙す。2月2日：駿河介を兼ぬ。
- 建久4年（1193年）8月―日：除籍。
- 建久9年（1198年）11月9日：近江介を兼ぬ。11月21日：正四位下に叙す（大嘗會国司賞）。
- 正治2年（1200年）11月21日：東宮昇殿を聴す。
- 正治3年（1201年）正月29日：左近衛権中将に転ず。
- 建仁2年（1202年）正月21日：加賀介を兼ぬ。
- 建仁3年（1203年）10月24日：従三位に叙す。
- 建永2年（1207年）正月7日：正三位に叙す。4月10日：参議に任ず。
- 建暦元年（1211年）10月11日：職を辞して従二位に叙す。
- 貞応2年（1223年）12月―日：出家。
- 安貞2年（1228年）10月11日：薨去。享年63。

## 系譜
- 父：滋野井実国
- 母：源雅綱の娘
- 妻：源資賢の娘
  - 男子：八条実俊（?-1237）
- 妻：家女房（?-1229）
  - 男子：河鰭実隆（1203-1270）
- 生母不明の子女
  - 男子：藤原実嗣
  - 男子：実誉
  - 男子：実秀
  - 男子：実秋
  - 男子：公方
  - 男子：実増
  - 女子：菊池能隆室